# Leopold Biberti

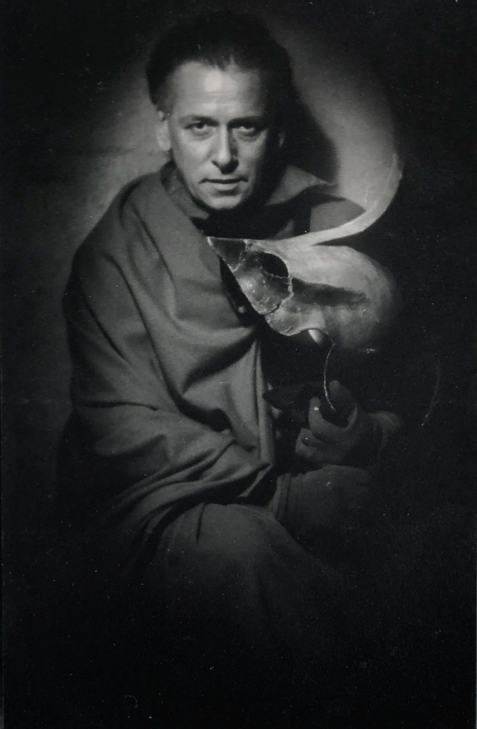
Leopold Biberti im Jahr 1968, Fotograf Fred Erismann

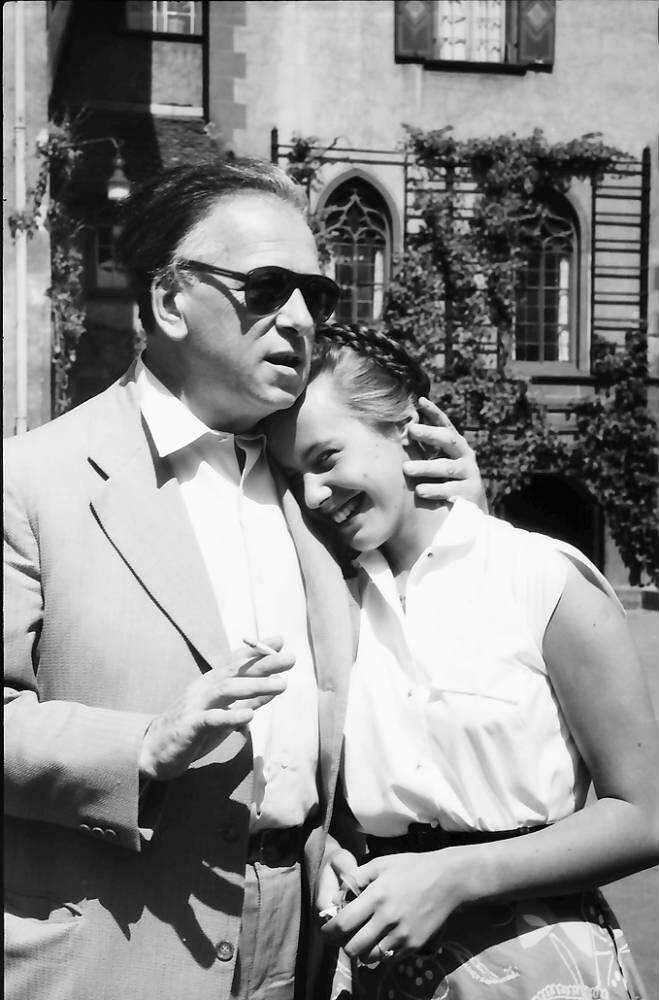
Leopold Biberti und Immy Schell, Foto: Willy Pragher, Basel 1954

Leopold Biberti (* 18. September 1894 in Berlin als Leopold Carl Max Ernst Biber; † 24. November 1969 in Nauheim, Kreis Groß-Gerau) war ein Schweizer Schauspieler.

## Leben
Leopold Biberti war der Sohn des Opernsängers Robert Biberti und der Pianistin Emilie Béral. Wie sein Bruder Robert Biberti hatte er sein musikalisches Talent von den Eltern geerbt. Schon früh spielte er Klavier.
Am Königlichen Schauspielhaus Berlin trat er seine Ausbildung als Schauspieler an. 1912 begann seine Theaterkarriere. Ab 1914 spielte Biberti für mehrere Jahre in der Schweiz. Er wohnte während dieser Zeit in Bern und erlernte den Berner Dialekt. Die Schweizer Staatsbürgerschaft erhielt er 1920. Weitere Engagements führten ihn zurück nach Deutschland. Nach der Machtübernahme der Nazis 1933 kehrte er endgültig in die Schweiz zurück.
Biberti trat am Stadttheater Basel und am Schauspielhaus Zürich auf. Seine Gestalt und seine Stimme eigneten sich besonders für Stücke von William Shakespeare und Henrik Ibsen. Beeindruckend war seine Interpretation des Othello. Der perfekt zweisprachige Biberti spielte auch in der Westschweiz und nach dem Krieg in Frankreich. Ab 1950 spielte und inszenierte er an der Komödie Basel, welche er selbst mitbegründete. Später folgten weitere Theatertourneen in Deutschland, in denen er neben den Klassikern auch moderne Stücke von Jean Anouilh, Max Frisch und Friedrich Dürrenmatt aufführte. Neben seiner Bühnentätigkeit wurde er auch für Hörspiele verpflichtet.
Sein Leinwanddebüt gab er 1937 im Film Kleine Scheidegg. Nach weiteren Hauptrollen engagierte ihn Leopold Lindtberg für vier seiner Filme. Der Film De Wyberfind wurde aus bereits gedrehtem Material aus dem Film Der achti Schwyzer hergestellt, der 1940 verboten und erst 1981 aufgeführt wurde.
Im Film Dilemma von 1940 spielte er in der Hauptrolle Dr. Paul Ferrat. Regie führte Edmund Heuberger. Produziert wurde der Film von der «Gotthard-Film G.m.b.H» und in der Schweiz über die Verleihfirma «Emelka-Film A.G» von Ciel Weissmann vertrieben.
Als das Buch von Paul Ilg Das Menschlein Matthias 1941 verfilmt wurde, spielte er neben Röbi Rapp, Sigfrid Steiner, Hermann Gallinger, Petra Marin, Hans Fehrmann, Waldburga Gmühr, Ditta Oesch, Marga Galli und Edwige Elisabeth eine Hauptrolle.
Man sah ihn 1945 auch im Lehrfilm Kampf dem Krebs. Nach sechs Jahren Abwesenheit kehrte Biberti mit Uli der Pächter von Franz Schnyder auf die Leinwand zurück. Neben Käthe Gold und Maria Schell sah man ihn in Rose Bernd von Wolfgang Staudte. Ab 1960 drehte er Fernsehfilme in Deutschland.
Leopold Biberti war in erster Ehe bis zu ihrem Tod 1933 mit Ella Lenz verheiratet, aus dieser Ehe entstammt eine Tochter (* 1925). Ab 1937 war er mit Traude Pulfer verheiratet. Die Ehe wurde 1950 geschieden. Er starb an Herzversagen während einer Theatertournee in Deutschland.

## Filmografie
- 1937: Kleine Scheidegg
- 1940: Der achti Schwyzer (mit Aufführungsverbot belegt, erst 1981 aufgeführt)
- 1940: Ist Dr. Ferrat schuldig? (Dilemma)
- 1941: Das Menschlein Matthias
- 1941: Der doppelte Matthias und seine Töchter
- 1941: Landammann Stauffacher
- 1942: De Wyberfind
- 1942: Der Schuss von der Kanzel
- 1945: Die letzte Chance
- 1949: Swiss Tour
- 1955: … Und ewig ruft die Heimat (Uli der Pächter)
- 1957: Rose Bernd
- 1957: Glück mues me ha
- 1958: Ein wunderbarer Sommer (Kinder der Berge)
- 1958: SOS – Gletscherpilot
- 1960: Wilhelm Tell
- 1960: An heiligen Wassern
- 1962: Geld (Kurzfilm – ursprünglich Teil des dt. Episodenfilms Hütet eure Töchter!)
- 1965: Geld, Geld, Geld – 2 Milliarden gegen die Bank von England (TV)
- 1966: Geld kennt keine Grenzen (TV)

## Hörspiele
- 1957: Hermann Bahr: Das Konzert, Regie: Fritz Schröder-Jahn (SDR)
- 1962: Victor Gunn: Der vertauschte Koffer, Regie: Rolf von Goth

## Auszeichnungen
- 1958: Hans Reinhart-Ring

## Archiv
Der Nachlass von Leopold Biberti ist in der Stiftung SAPA in Bern hinterlegt.